# Winnemark
Winnemark település Németországban, Schleswig-Holstein tartományban. Lakosainak száma 545 fő (2023. december 31.). Winnemark Kappeln, Grödersby, Arnis, Rabenkirchen-Faulück, Thumby, Dörphof és Karby községekkel határos.

## Népesség
A település népességének változása:
| Lakosok száma | 707  | 528  | 525  | 526  | 534  | 538  | 545  |
|               | 1975 | 2013 | 2017 | 2019 | 2021 | 2022 | 2023 |